# Dumitru Alimănișteanu
Dumitru Alimănișteanu (* 21. April 1898 in Bukarest Rumänien; † 1973 ebenda) war ein rumänischer liberaler Politiker.
Dumitru Alimănișteanu studierte in Paris und wurde zunächst Bergbauingenieur, dann Banker. Er soll verheiratet gewesen sein mit einer Schwester von Ionel Brătianu, Vintilă Brătianu und Dinu Brătianu. Für die von Dinu Brătianu geführte National-Liberale Partei (Partidul Național Liberal) saß er von 1933 bis 1938 als Abgeordneter des Wahlkreises Argeș im Parlament und von 1935 bis 1937 im Finanzausschuss. Obwohl er in der von Fraktions- und Richtungskämpfen zerrissenen Partei zunächst zu den Anhängern Brătianus gehörte, wurde Alimănișteanu im nationalliberalen Kabinett von Brătianus parteiinternen Rivalen Gheorghe Tătărescus im August 1936 Staatssekretär des Finanzministers Mircea Cancicov und blieb es bis zum Dezember 1937. Nach der Errichtung der Königsdiktatur Carols II. fungierte Alimănișteanu 1940 kurzzeitig als Vizepräsident des Senats.
Gegen die auf Carol II. folgende faschistische Militärdiktatur Ion Antonescus unterstützte Alimănișteanu zusammen mit Brătianu und Tătărescu die Revolution vom 23. August 1944. Als sich Brătianu und Tătărescu in der Frage einer Beteiligung an der kommunistisch dominierten Nachkriegsregierung Petru Groza jedoch erneut zerstritten, unterstützte Alimănișteanu 1944 bzw. 1945 Tătărescu bei der Neugründung von dessen eigener National-Liberalen Partei (Partidul Național Liberal – Tătărescu). Während Tătărescu in Grozas Regierung Vizepremier und Außenminister wurde, ging Brătianu in Opposition. Alimănișteanu wurde von März bis April 1945 als Nachfolger von Brătianus Parteifreund Mihail Romniceanu kurzzeitig selbst Finanzminister, danach saß er ab 1946 für Tătărescus Partei im Parlament. Nach Tătărescus Sturz (November 1947) wurde Alimănișteanu von den kommunistischen Behörden 1950 zunächst verhaftet und ins Sighet-Gefängnis verbracht, 1955 freigelassen, 1959 erneut in Sighet inhaftiert, dann aber 1963 wieder freigelassen.

## Anmerkung
1. ↑  Möglicherweise liegt eine Verwechslung mit Alexandru Alimăneștianu (1874–1946) vor, der Pia Brătianu (1872-1962) geheiratet hatte.